# Hell Is Empty
Hell Is Empty ist ein britisch-tschechoslowakischer Kriminalfilm mit großer internationaler Besetzung, der zum Teil in der vorübergehenden Tauwetterperiode in der kommunistischen Tschechoslowakei entstand. Regie führten Bernard Knowles und John Ainsworth. Der Geschichte liegt der gleichnamige Roman (1958) von J. F. Straker zugrunde.

## Handlung
Major Morton steht einer Verbrecherbande vor, die in Prag einen tollkühnen Raubüberfall auf eine Baufirma verübt. Doch bei dem Coup geht einiges schief, zwei Wachleute werden bei dem Überfall ermordet. Nun haben die Männer die Polizei an den Fersen, und bald befinden sich die Gangster auf der Flucht. In einem abgelegenen Herrenhaus finden die Ganoven scheinbar ein ideales Versteck. Hier wohnt eine aus fünf Männern und Frauen bestehende Familie namens Grant, die durch das Eindringen der schwer bewaffneten Bande nun den Terror am eigenen Leibe erlebt und zu Gefangenen in den eigenen vier Wänden wird. Bald aber geschieht etwas, was den Plan der Gangster durcheinander bringt: Einer von ihnen verliebt sich in die hübsche Tochter des Hauses …

## Produktionsnotizen
Die Dreharbeiten begannen 1965 unter dem Regie-Veteran Bernard Knowles, der aber später durch John Ainsworth abgelöst wurde, und fanden überwiegend 1966 statt. Infolge der überraschenden Tode der Französinnen Patricia Viterbo (November 1966) und Martine Carol, der Hauptdarstellerin (Februar 1967), mussten die Dreharbeiten mehrfach unterbrochen werden. Die Uraufführung fand im Dezember 1967 an unbekanntem Ort statt, der britische Massenstart war im Juni 1969. In Deutschland lief der Film nie an.

## Wissenswertes
Der Titel ist einem Zitat aus William Shakespeares Der Sturm entlehnt. Dort heißt es: “Hell is empty, and the devils are here!” (auf Deutsch: Die Hölle ist leer, und die Teufel sind hier!)